# Agrilus assimilis
Agrilus assimilis es una especie de insecto del género Agrilus, familia Buprestidae, orden Coleoptera.
Fue descrita científicamente por Hope, 1846.